# Аті-де-л'Орн
Аті́-де-л'Орн (фр. Athis-de-l'Orne) — колишній муніципалітет у Франції, у регіоні Нормандія, департамент Орн. Населення — 2589 осіб (2011).
Муніципалітет був розташований на відстані близько 210 км на захід від Парижа, 45 км на південь від Кана, 65 км на північний захід від Алансона.

## Історія
До 2015 року муніципалітет перебував у складі регіону Нижня Нормандія. Від 1 січня 2016 року належав до нового об'єднаного регіону Нормандія.
1 січня 2016 року Аті-де-л'Орн, Бреель, Ла-Карней, Нотр-Дам-дю-Роше, Ронфежре, Сегрі-Фонтен, Тайбуа i Ле-Турай було об'єднано в новий муніципалітет Аті-Валь-де-Рувр.

## Демографія
Динаміка населення (Insee ):
Розподіл населення за віком та статтю (2006):
| Стать | Всього | До 15 років | 15-24 | 25-44 | 45-64 | 65-85 | Понад 85 |
| --- | ------ | ----------- | ----- | ----- | ----- | ----- | -------- |
| Чоловіки | 1250   | 272         | 146   | 322   | 345   | 145   | 20       |
| Жінки | 1316   | 212         | 134   | 290   | 345   | 260   | 75       |
| \| Статево-вікова піраміда \| Статево-вікова піраміда \| Статево-вікова піраміда \| \| ----------------------- \| ----------------------- \| ----------------------- \| \| Чоловіки \| Вік \| Жінки \| \| 20 \| 85 + \| 75 \| \| 20 \| 80-84 \| 67 \| \| 31 \| 75-79 \| 55 \| \| 27 \| 70-74 \| 59 \| \| 67 \| 65-69 \| 79 \| \| 67 \| 60-64 \| 59 \| \| 90 \| 55-59 \| 98 \| \| 98 \| 50-54 \| 94 \| \| 90 \| 45-49 \| 94 \| \| 102 \| 40-44 \| 102 \| \| 90 \| 35-39 \| 86 \| \| 55 \| 30-34 \| 51 \| \| 75 \| 25-29 \| 51 \| \| 71 \| 20-24 \| 67 \| \| 75 \| 15-20 \| 67 \| \| 67 \| 10-14 \| 90 \| \| 130 \| 5-9 \| 67 \| \| 75 \| 0-4 \| 55 \| |        |             |       |       |       |       |          |
| Статево-вікова піраміда |        |             |       |       |       |       |          |
| Чоловіки | Вік    | Жінки       |       |       |       |       |          |
| 20 | 85 +   | 75          |       |       |       |       |          |
| 20 | 80-84  | 67          |       |       |       |       |          |
| 31 | 75-79  | 55          |       |       |       |       |          |
| 27 | 70-74  | 59          |       |       |       |       |          |
| 67 | 65-69  | 79          |       |       |       |       |          |
| 67 | 60-64  | 59          |       |       |       |       |          |
| 90 | 55-59  | 98          |       |       |       |       |          |
| 98 | 50-54  | 94          |       |       |       |       |          |
| 90 | 45-49  | 94          |       |       |       |       |          |
| 102 | 40-44  | 102         |       |       |       |       |          |
| 90 | 35-39  | 86          |       |       |       |       |          |
| 55 | 30-34  | 51          |       |       |       |       |          |
| 75 | 25-29  | 51          |       |       |       |       |          |
| 71 | 20-24  | 67          |       |       |       |       |          |
| 75 | 15-20  | 67          |       |       |       |       |          |
| 67 | 10-14  | 90          |       |       |       |       |          |
| 130 | 5-9    | 67          |       |       |       |       |          |
| 75 | 0-4    | 55          |       |       |       |       |          |

## Економіка
2010 року серед 1585 осіб працездатного віку (15—64 років) 1194 були активними, 391 — неактивною (показник активності 75,3%, у 1999 році було 72,7%). З 1194 активних мешканців працювало 1116 осіб (598 чоловіків та 518 жінок), безробітними було 78 (34 чоловіки та 44 жінки). Серед 391 неактивної 122 особи були учнями чи студентами, 184 — пенсіонерами, 85 були неактивними з інших причин.

У 2010 році в муніципалітеті числилось 1058 оподаткованих домогосподарств, у яких проживали 2580,0 особи, медіана доходів виносила 18 745 євро на одного особоспоживача